# Опсада Будима (1849)
Опсада Будима (1849) била је део Мађарске револуције 1848.

## Увод
У зимској офанзиви против мађарских револуционара, Виндишгрец је 15. децембра 1848. заузео Братиславу коју су Мађари напустили без борбе, а затим је 30. децембра потукао мађарску Дунавску армију у бици код Мора. Мађарска војска је одступила према Будиму, који је напустила без борбе, док се мађарска влада преселила у Дебрецин. Будим је заузет без борбе 5. јануара 1949. Мађарска војска потучена је 26-27. фебруара у бици код Каполне, али је у априлу прешла у противнапад и потукла Аустријанце у бици код Ишасега.

## Опсада
Виндишгрец је смењен и нови аустријски заповедник, генерал Франц Велден, повукао је главнину војске према Бечу, оставивши у Будиму генерала Хајнриха Хенција са 4 батаљона и једним ескадроном коњице (укупно 4.914 војника и 92 оруђа). Главнина мађарске војске (око 31.000 војника са 142 оруђа) под генералом Гергејом је 4. маја опсела Будим и заузела га на јуриш 21. маја 1849.

## Последице
После руске интервенције у Мађарској, лета 1849., аустријска војска запосела је Будим 11. јула, а наредног дана и Пешту.